# Johan Sigismund van Heiden

Wapen von Heyden

Johan Sigismund van Heiden (Hovestadt, 2 mei 1656 - Ootmarsum, 29 januari 1730), heer van Schönrath, Hovestadt en Ootmarsum en gouverneur van Wesel, was een zoon van Godfried von Heyden (1595-1670).
Hij trouwde in 1692 met Louise Maria van Diepenbroick (1671-1730) uit welk huwelijk onder anderen werd geboren Frederik Johan Sigismund des H.R.Rijksgraaf van Heiden (1696-1769), drost van Twente van 1754 tot 1769 en Alexander Karel des H.R.Rijksgraaf van Heiden (1709-1776).
In 1710 verkocht Johan Sigismund het waterslot Hovestadt aan Friedrich Bernhard Wilhelm von Plettenberg-Lenhausen. 

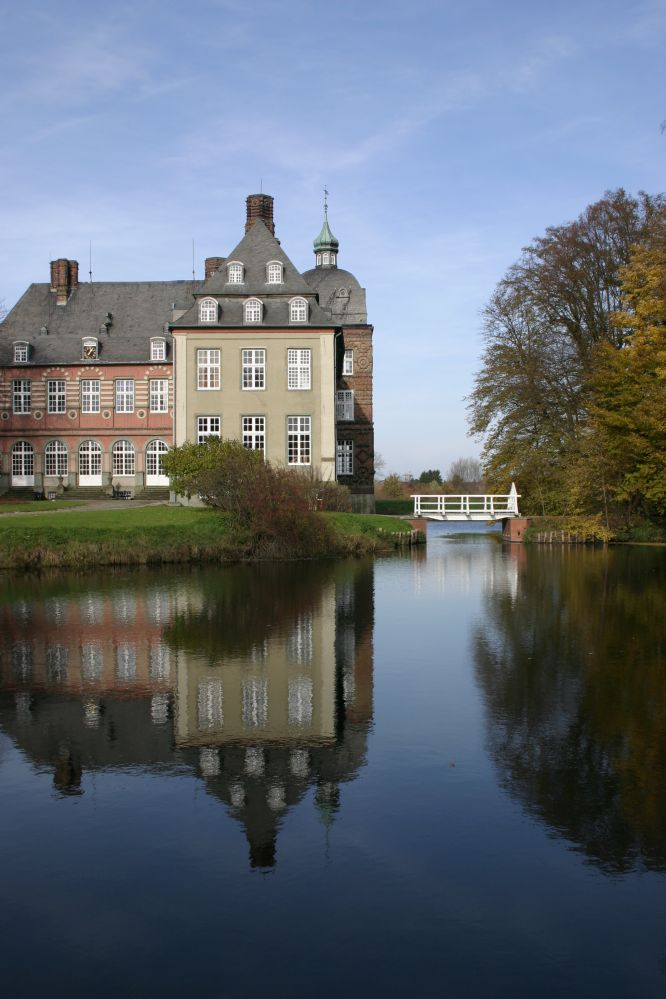
Slot Hovestadt (2005)
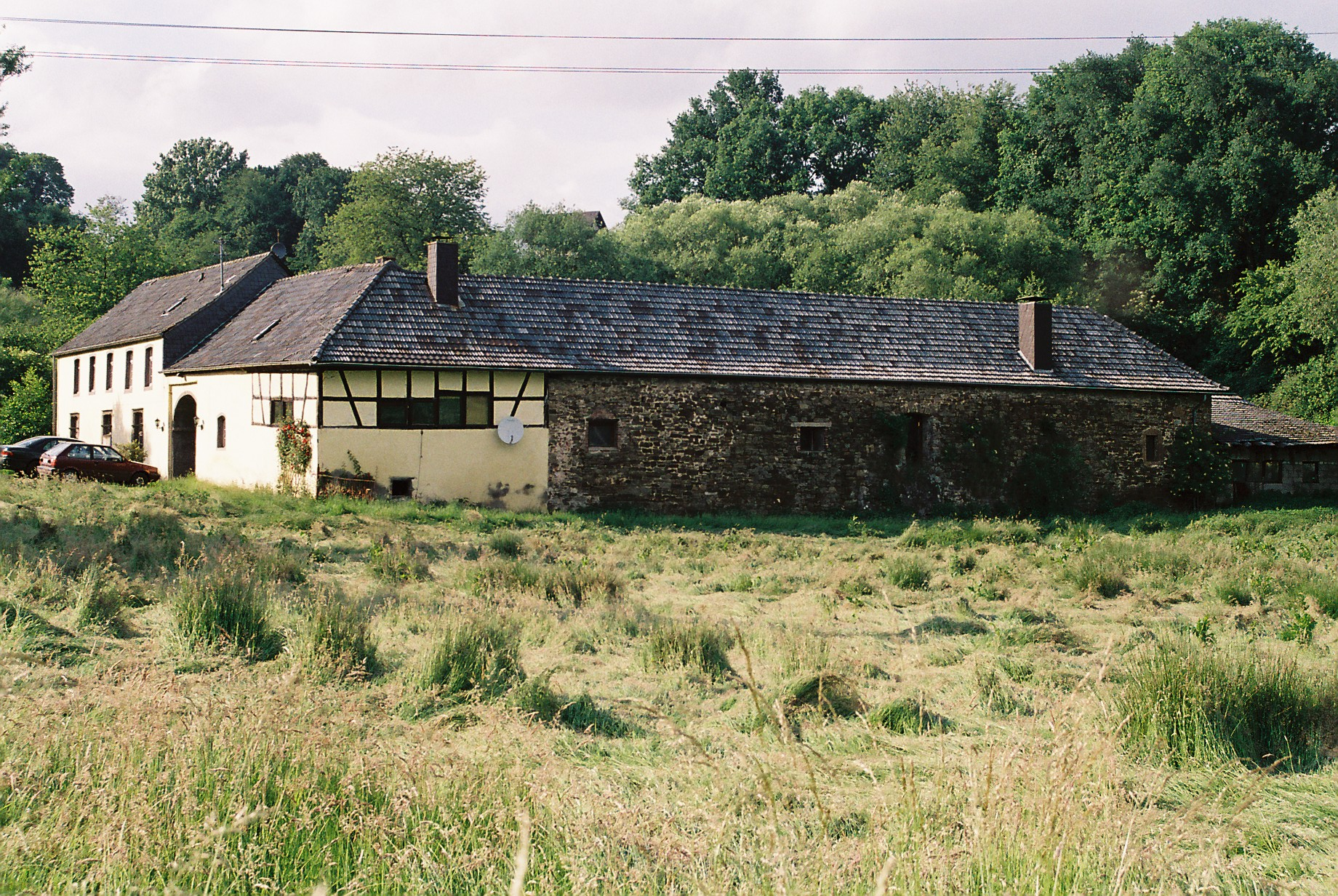
Burg Schönrath (2007)